# Moraldo Rossi
Moraldo Rossi (Venezia, 7 maggio 1926 – Roma, 21 marzo 2021) è stato uno sceneggiatore e regista italiano.

## Biografia
Abbandonati gli studi di ingegneria e la passione per il circo, Moraldo Rossi lasciò la provincia veneta per recarsi a Roma. Qui conobbe Federico Fellini di cui fu aiuto regista dal 1951 al 1959, nonché grande amico. A lui il regista riminese dedicò tre personaggi: il "Moraldo" de I vitelloni, il "Matto" de La strada e il protagonista del mai realizzato Moraldo in città. Nel 2008 realizza, insieme a Stefano Landini e Fulvio Baglivi, Lo sceicco ritrovato, presentato alla Mostra del cinema di Venezia, in cui rari tagli del film Lo sceicco bianco di Federico Fellini dialogano in forma sperimentale con la prima versione del film stesso. 
In seguito, Moraldo Rossi fu sceneggiatore e regista cinematografico e televisivo, dirigendo tra l'altro più di 1000 filmati per Carosello.
Moraldo Rossi è anche autore letterario.
Sua sorella è stata l'attrice Cosetta Greco.

## Filmografia

### Regia
- Cronache del '22, episodio Spedizione punitiva (1962)
- La coda del diavolo (1964)
- Lo sceicco ritrovato, co-regia con Fulvio Baglivi e Stefano Landini (2008)

### Sceneggiatore
- Giovane canaglia, regia di Giuseppe Vari (1958)
- Giacobbe ed Esau, regia di Mario Landi (1963)
- Una sporca faccenda, regia di Roberto Mauri (1967)
- Il trionfo di Robin Hood, regia di Umberto Lenzi (1969)
- 15 forche per un assassino, regia di Nunzio Malasomma (1967)
- L'attico, regia di Gianni Puccini (1961) – non accreditato

### Aiuto regia
- Lo sceicco bianco, regia di Federico Fellini (1952)
- I vitelloni, regia di Federico Fellini(1953)
- La strada, regia di Federico Fellini (1954)
- La tua donna, regia di Giovanni Paolucci (1954)
- Il bidone, regia di Federico Fellini (1955)
- Le notti di Cabiria, regia di Federico Fellini (1957)
- Brevi amori a Palma di Majorca, regia di Giorgio Bianchi (1960)
- Vacanze di Natale, regia di Carlo Vanzina (1983) – regista seconda unità

## Opere
- Cronache di uno smemorato, Edilazio, 2015
- Sogna Federico Sogna. Fellini, quel mio unico perfido amico, Le Mani, 2012, ISBN 9788880125969
- Racconti irragionevoli, Edilazio, 2011, ISBN 9788896517659
- Con Tatti Sanguineti, Fellini & Rossi, il sesto vitellone, Le Mani, Cineteca di Bologna, 2001
- Lettera a Cosetta,, EdizioniSabinae, 2018, ISBN 9788898623792
- Antologia dell'arcobaleno, Editori Associati, edizione 1998 "Premio Narrativa "Studio 12"
- Il Set Tuscia si Federico Fellini, Memorie di un luogo conversazione con Moraldo Rossi a cura di Paolo Pelliccia, Armando Editore 2008 ISBN 9788860813510
- Il dubbio assurdo, Edizioni progetto cultura, 2003 ISBN 9788860927989
- Tutto Fellini, Gremese Editore, 2020, ISBN 9788866920878